# Gloria Banditelli
Gloria Banditelli (Assisi, 16 febbraio 1954) è un mezzosoprano italiano.

## Biografia
Dopo aver studiato al Conservatorio di Perugia, nel 1979 vince il Concorso del Teatro Sperimentale di Spoleto, debuttando nella Cenerentola di Gioachino Rossini e Didone ed Enea di Henry Purcell.
Figura di riferimento nella prassi d'esecuzione barocca, affianca all'attività concertistica quella operistica e quella didattica. È specialista nel repertorio barocco e annovera collaborazioni con direttori quali Jordi Savall, René Jacobs, Fabio Biondi, Rinaldo Alessandrini, Fabio Bonizzoni, Gabriel Garrido, Antonio Florio.
Ha sostenuto sulla scena operistica ruoli di primo piano quali Sesto nella Clemenza di Tito, la Zingara nel Turco in Italia, Ottavia nell'Incoronazione di Poppea, la messaggera nell'Orfeo di Claudio Monteverdi, Maffio Orsini nella Lucrezia Borgia.
Ha preso parte inoltre, in ruoli di alto comprimariato, ad ulteriori esecuzioni operistiche di spicco, interpretando ruoli quali Emilia nell'Otello verdiano a fianco di Plácido Domingo e Mirella Freni, Teresa nella Sonnambula a fianco di Edita Gruberová, Tisbe nella Cenerentola e Berta nel Barbiere di Siviglia con Cecilia Bartoli, Zulma nell'Italiana in Algeri con Marilyn Horne, il musico nella Manon Lescaut diretta da Riccardo Muti, ripetutamente Marcellina nelle Nozze di Figaro mozartiane. 
Si è esibita in festival internazionali e nei maggiori teatri italiani ed esteri quali il La Scala, il La Fenice, il Teatro Comunale di Firenze, il Teatro Comunale di Bologna, l'Opera di Roma, sotto la direzione, tra gli altri, di Claudio Abbado, Riccardo Muti, Carlos Kleiber, Gianandrea Gavazzeni, Lorin Maazel, Peter Maag.

## Cronologia
Di seguito si riporta l'elenco di alcune delle più significative prestazioni di Gloria Banditelli.
Nel 1980 in giugno è la terza ninfa nella prima rappresentazione nel Teatro della Pergola di Firenze dell'Euridice di Giulio Caccini e in dicembre è fantôme-voix de la mère nella ripresa nel Teatro Comunale di Firenze dei Racconti di Hoffmann con Arleen Auger, Catherine Malfitano, Neil Shicoff, Sesto Bruscantini ed Angelo Nosotti.
Nel 1982 è Tisbe nella prima rappresentazione della Cenerentola con Enzo Dara diretta da Claudio Abbado, Emilia nella prima di Otello con Plácido Domingo e Mirella Freni diretta da Carlos Kleiber al Teatro alla Scala di Milano e la baronessa Aspasia in La pietra del paragone nella trasferta scaligera ad Edimburgo.
Nel 1983 è la baronessa Aspasia nella prima di La pietra del paragone alla Piccola Scala e Maffio Orsini in Lucrezia Borgia al Teatro La Fenice di Venezia.
Nel 1984 è Zulma nell'Italiana in Algeri con Marilyn Horne e Samuel Ramey a Venezia e Berta nella prima del Barbiere di Siviglia con Frederica von Stade, Leo Nucci e Ruggero Raimondi diretta da Claudio Abbado alla Scala.
Nel 1985 è Jean in Le portrait de Manon di Jules Massenet al Teatro Malibran per La Fenice.
Ancora per la Scala nel 1986 è la voce del falcone nella prima di La donna senz'ombra con Éva Marton diretta da Wolfgang Sawallisch e Teresa nella Sonnambula con William Matteuzzi, nel 1987 Marcellina nelle Nozze di Figaro diretta da Riccardo Muti, nel 1988 la tessitrice nella Fiaba dello zar Saltan al Teatro Lirico di Milano ed Ernestina in L'occasione fa il ladro con Luciana Serra e nel 1989 Marcellina nella prima delle Nozze di Figaro con Cheryl Studer e Ferruccio Furlanetto e Ninetta nei Vespri siciliani con Giorgio Zancanaro, Chris Merritt, Furlanetto e la Studer diretta da Muti il 7 dicembre nella serata d'inaugurazione della stagione d'opera, trasmessa da Rai 2, di cui esiste un DVD.
Nel 1988 è Maffio Orsini nella ripresa nel Teatro Donizetti di Bergamo di Lucrezia Borgia con Vincenzo La Scola.
Nel 1991 canta nel Requiem di Wolfgang Amadeus Mozart nel Duomo di Vienna con Cecilia Bartoli diretta da Georg Solti.
Nel 1992 alla Scala diretta da Lorin Maazel è un musico in Manon Lescaut ripresa dalla Rai di cui esiste un DVD e la bergère/la chatte/l'écureuil/un pâtre in L'Enfant et les sortilèges con Jennifer Larmore, Ewa Podleś e Sumi Jo.
Nel 1993 è Tisbe nella ripresa nel Teatro Comunale di Firenze della Cenerentola, è Fatima in Oberon diretta da James Conlon alla Scala e Marcellina nelle Nozze di Figaro con Bryn Terfel diretta da Muti al Wiener Staatsoper.
Nel 1994 è messaggera nell'Orfeo a Venezia.
Per la Scala nel 1997 è Zaida in Il turco in Italia diretta da Riccardo Chailly e nella trasferta al Teatro Ponchielli di Cremona e nel 1998 è un musico nella prima di Manon Lescaut con Maria Guleghina diretta da Muti.
A Salisburgo nel 1998 è Holofernes in Juditha triumphans devicta Holofernis barbarie con I Solisti Veneti diretta da Claudio Scimone.
Nel 1999 a Venezia canta Acht französische Lieder (un arrangiamento di Hans Werner Henze dai Lieder per pianoforte di Richard Wagner).
Nel 2000 è Larina in Eugenio Onegin con Ramón Vargas e Furlanetto al Teatro Comunale di Firenze ripresa dalla RAI.
Nel 2003 per La Fenice canta nel Gloria di Antonio Vivaldi nel concerto di Natale nella Basilica di San Marco diretta da Scimone.

## Discografia (selezione)
- Giovanni Bononcini, Alessandro Scarlatti, Cantate da camera, Ensemble Aurora (Enrico Gatti), Tactus, 1988
- Gioachino Rossini, Il barbiere di Siviglia, Orchestra del Teatro Comunale di Bologna (Giuseppe Patanè; con Leo Nucci, Cecilia Bartoli, William Matteuzzi), Decca, 1989
- Christoph Willibald Gluck, Le cinesi, René Jacobs (con Isabelle Poulenard, Anne Sofie von Otter), Deutsche Harmonia Mundi, 1990
- Gioachino Rossini, La Cenerentola, Orchestra del Teatro Comunale di Bologna (Riccardo Chailly; con Cecilia Bartoli, Michele Pertusi, William Matteuzzi), Decca, 1993
- Alessandro Scarlatti, Maddalena, Europa Galante (Fabio Biondi; con Rossana Bertini, Silvia Piccolo), Opus 111, 1993
- Girolamo Frescobaldi, Arie musicali, Concerto italiano (Rinaldo Alessandrini), Opus 111, 1994
- Domenico Cimarosa, Il matrimonio segreto, Arts, 1995
- Jacopo Peri, Euridice, Ensemble Arpeggio (Roberto de Caro; con Mario Cecchetti, Sergio Foresti, Rossana Bertini), Arts, 1995)
- Georg Friedrich Händel, Arie e duetti d'amore, Europa Galante (Fabio Biondi; con Sandrine Piau), Virgin, 1996
- Georg Friedrich Händel, Poro, Europa Galante (Fabio Biondi; con Rossana Bertini, Gerard Lesne, Bernarda Fink), Virgin, 1996
- Claudio Monteverdi, L'Orfeo, Ensemble Elyma (Gabriel Garrido; con Maria Kristina Kiehr, Roberta Invernizzi, Adriana Fernandez, Furio Zanasi), K 617, 1996
- Claudio Monteverdi, Zefiro torna, Complesso Barocco (Alan Curtis; con Roberta Invernizzi, Elena Cecchi Fedi), Virgin, 1996
- Giovanni Paisiello, Nina, ossia la pazza per amore, Arts, 1996
- Giovanni Paisiello, La molinara, Orchestra del Teatro Comunale di Bologna (Ivor Bolton; con Adelina Scarabelli, William Matteuzzi, Carmela Remigio), Ricordi, 1997
- Francesco Provenzale, La colomba ferita, Cappella della Pietà dei Turchini (Antonio Florio), Opus 111, 1997
- Johann Sebastian Bach, Messa in Si minore, 1998
- Claudio Monteverdi, Il ritorno d'Ulisse in patria, Ensemble Elyma (Gabriel Garrido; con Furio Zanasi, Maria Cristina Kiehr, Jean-Paul Fouchécourt, Adriana Fernandez), K 617, 1998
- Georg Friedrich Händel Rodrigo, Complesso Barocco (Alan Curtis; con Sandrine Piau, Elena Cecchi Fedi, Roberta Invernizzi, Caterina Calvi) Virgin Veritas, 1999
- Benedetto Marcello, Arianna, Athestis Chorus (Filippo Maria Bressan; con Anna Chierichetti, Mirko Guadagnini, Sergio Foresti, Antonio Abete), Chandos, 2000
- Claudio Monteverdi, L'incoronazione di Poppea, Ensemble Elyma (Gabriel Garrido; con Guillemette Laurens, Adriana Fernandez, Flavio Oliver, Alice Borges, Martin Oro, Elena Cecchi Fedi, Furio Zanasi, Philippe Jaroussky), K 617, 2000
- Antonio Vivaldi, La Silvia RV 734, Ensemble Baroque de Nice (Gilbert Bezzina; con Roberta Invernizzi, John Elwes, Philippe Cantor), Ligia Digital, 2000
- Francesco Cavalli, Arie e duetti, Sergio Vartolo (con Gianluca Belfiori Doro), Naxos, 2000
- Giovanni Battista Pergolesi, Cantate da camera, Ensemble barocco In canto (Fabio Maestri), Bis, 2001
- Giuseppe Sarti, Armida e Rinaldo, Bongiovanni, 2003
- Alessandro Scarlatti, Humanità e Lucifero, Europa Galante (Fabio Biondi; con Cristina Miatello, Silvia Piccolo), Naive, 2003
- Antonio Vivaldi, Farnace RV 711-D, Le Concert des Nations (Jordi Savall, con Furio Zanasi, Sara Mingardo, Sonia Prina), Alia Vox, 2003
- Giacomo Antonio Perti, Musica sacra, Arion Consort & Choir (Giulio Prandi; con Yetsabel Fernandez Arias), Amadeus, 2010